# Francisco Martínez-Corbalán
Francisco Martínez-Corbalán Pérez (Cangas de Onís, 1889-Madrid, 1933) fue un poeta, periodista y crítico español.

## Biografía
Nacido en el concejo asturiano de Cangas de Onís hacia finales del siglo XIX, residió en la localidad murciana de Yecla. Martínez Corbalán, que cultivó la crítica teatral, además de la crítica taurina en el periódico Ahora, falleció el 5 de agosto de 1933 en Madrid y fue enterrado en el cementerio de la Almudena. Entre sus obras se encontraron títulos como Oraciones, Caminos y Las violetas del huerto.